# Соус ранч
Соус ранч (англ. Ranch dressing; «заправка ранч», «фермерська салатна заправка», «фермерський соус») — американський соус або салатна заправка, яку зазвичай готують зі сколотин, солі, часнику, цибулі, гірчиці, трав (зазвичай шніт-цибулі, петрушки та кропу) і спецій (перцю, паприки, меленого насіння гірчиці), змішаних з соусом на основі майонезу або іншої олійної емульсії. Сметана та йогурт іноді використовуються на додаток до сколотин та майонезу або замість них.
Може подаватися як соус до риби, а також страв із овочів, наприклад, до картоплі. Іноді використовується як соус-дип для вмочування закусок.
Ранч є найпродаванішою заправкою для салатів у Сполучених Штатах з 1992 року, коли вона обігнала Італійський соус-заправку (Italian dressing). Соус також популярний у Сполучених Штатах та Канаді як ароматизатор для картопляних чипсів та інших продуктів. Згідно з дослідженням Асоціації заправок та соусів, у 2017 році 40% американців назвали Ранч своєю улюбленою заправкою.

## Історія
1949 року уродженець Тайєра, штат Небраска, Стів Хенсон (1918–2007) переїхав з дружиною в район Анкориджу, штат Аляска, де пропрацював три роки у віддалених районах Аляски сантехніком. Там він винайшов нову заправку для салату для робітників. Успіх Хенсона у сантехнічному бізнесі дозволив йому вийти на пенсію у віці 35 років, і він переїхав із дружиною до округу Санта-Барбара, штат Каліфорнія. Через півтора роки Хенсон, який шукає кошти на існування, щоб зайняти свій час, купив ранчо Суїтуотер на перевалі Сан-Маркос, в 1956 році і перейменували його в Hidden Valley Ranch. Створюючи меню для кухні ранчо, Хенсон подав заправку для салату, яку він створив на Алясці, вразивши нею гостей. Популярність соусу-заправки спонукала Хенсона зробити його партію для своєї подруги Одрі Овінгтон, власниці таверни Cold Spring Tavern, яка стала першим комерційним покупцем соусу. До 1957 року в магазинах пропонувалася упакована суміш для приготування соусу в домашніх умовах .
Хенсон почав продавати соус поштою по 75 центів за штуку і, зрештою, присвятив цьому бізнесу кожну кімнату в своєму будинку. До середини 1960-х гостьове ранчо закрилося, але бізнес Хенсона з доставки соусу поштою процвітав. На початку 1970-х років Хенсон зрозумів, що підприємство занадто велике, щоб продовжувати керувати ним на ранчо, яке залишалося штаб-квартирою компанії. Хенсони заснували Hidden Valley Ranch Food Products, Inc. та відкрили фабрику з виробництва соусів у великих обсягах, які вони спочатку поширювали у супермаркетах на південному заході, а потім і по всій країні.. Виробництво суміші було перенесено до Griffith Laboratories у Сан-Хосе, а упаковка вироблялася у Лос-Анджелесі.. Пізніше виробництво перемістилося в Колорадо, а потім у 1972 році знову переїхало в Спаркс, штат Невада.. 
У жовтні 1972 року бренд Hidden Valley Ranch був куплений Clorox за 8 мільйонів доларів и Хенсон пішов на пенсію .
Clorox кілька разів переробляв заправку Hidden Valley Ranch, щоб зробити її зручнішою для споживачів. Перша зміна полягала в тому, що в соус був включений ароматизатор сколотин, а це означало, що натомість для заправки можна було використовувати набагато дешевшого звичайного молока. У 1983 році компанія Clorox розробила популярнішу форму в неохолоджуваних пляшках для тривалого зберігання.
Протягом 1980-х ранч став поширеним смаком для снеків, починаючи з Cool Ranch Doritos у 1987 році та Hidden Valley Ranch Wavy Lay's у 1994 році.
У 1990-і роки в Hidden Valley було три варіанти ранчу, орієнтованих на дітей: піца, сир начо та смак тако.
Станом на 2002 рік Hidden Valley Manufacturing Company, дочірня компанія Clorox, виробляла пакетовані Ранч та пляшкові на двох великих заводах у Ріно, штат Невада, та Уїлінгу, штат Іллінойс.